# Ракотонирина, Хасина
Хасина Ракотонирина (фр. Hasina Rakotonirina, род. 29 ноября 1992, Анцирабе) — мадагаскарский шоссейный велогонщик.

## Карьера
Проявил себя в 2012 году, выиграв Тур Мадагаскара.
Летом 2015 года на Играх островов Индийского океана занял четвёртое место в групповой гонке.
В 2016 году на чемпионате Мадагаскара стал чемпионом в групповой гонке и третьим в индивидуальной гонке.

## Достижения
2012
1-й на Тур Мадагаскара
2013
7-й этап (TTT) на Тур Мадагаскара
2016
 Чемпион Мадагаскара — групповая гонка
2-й на Чемпионат Мадагаскара — индивидуальная гонка
2018
3-й на Чемпионат Мадагаскара — групповая гонка